# Quentão
Quentão (som betyder "mycket het") är en brasiliansk glöggliknanade vindrink gjord på vin eller cachaça och kryddor. Den serveras varm och ofta under firandet som kallas Festas Juninas (junifestival).
I de norra regionerna i Brasilien görs quentão med cachaça istället för vin, på grund av de stora sockerrörsproduktionerna i dessa regioner och större svårigheter att få tillgång till vin, som ofta produceras i södra Brasilien.